# Diabrotica undecimpunctata
Diabrotica undecimpunctata es una especie de insecto coleóptero de la familia Chrysomelidae. Fue descrita en 1843 por Mannerheim.
Es considerada una plaga seria de muchos cultivos como el maíz, la soja, el algodón y otros en Norteamérica.
El adulto mide de 5 a 9 mm, la larva llega a 8 mm. El adulto es amarillo verdososcon seis manchas negras en cada élitro. La larva es amarillenta. Hace túneles en las raíces y tallos de los que se alimenta.
Hay tres subespeciesː
- D. u. howardi[3]
- D. u. tenella[4]
- D. u. undecimpunctata[5]